# Північноамериканська улоговина
Північноамериканська улоговина — підводна улоговина в Атлантичному океані, між підводним Північно-Атлантичним хребтом, материковим схилом Північної Америки і піводним піднесенням Вест-Індських островів.
Довжина котловини з півночі на південь понад 2 200 км. Переважають глибини понад 5 000 м, найбільша 7 110 км. На південному заході глибоководний жолоб Пуерто-Рико глибиною до 8 742 м. В центральній частині Бермудська височина, на якій розташовані Бермудські острови.